# Ossario Santa Maria della Neve

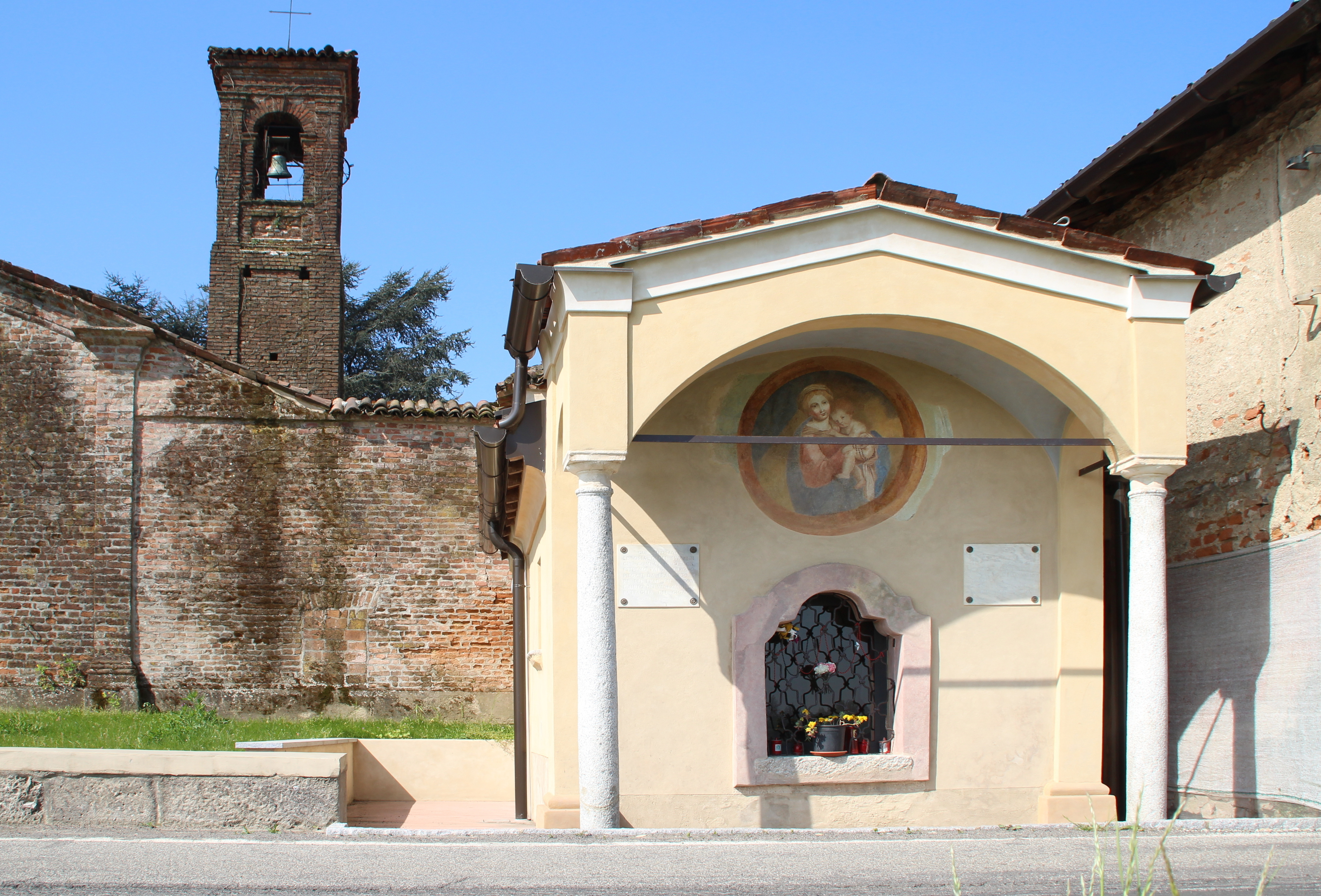
Das Ossario neben der Kirche Santa Maria della Neve

Das Ossario Santa Maria della Neve steht in Mezzano, einer kleinen Fraktion der Gemeinde San Giuliano Milanese in Italien. Darin werden die sterblichen Überreste gefallener Schweizer aufbewahrt, die im September 1515 während der Schlacht bei Marignano ums Leben kamen.

## Lage
Das Ossarium steht in der Nähe des Schlachtfeldes im Weiler Mezzano neben der Kirche «Santa Maria della Neve» an der Straße zwischen den Orten nordwestlich von Melegnano, dem ehemaligen Marignano.

## Gebäude

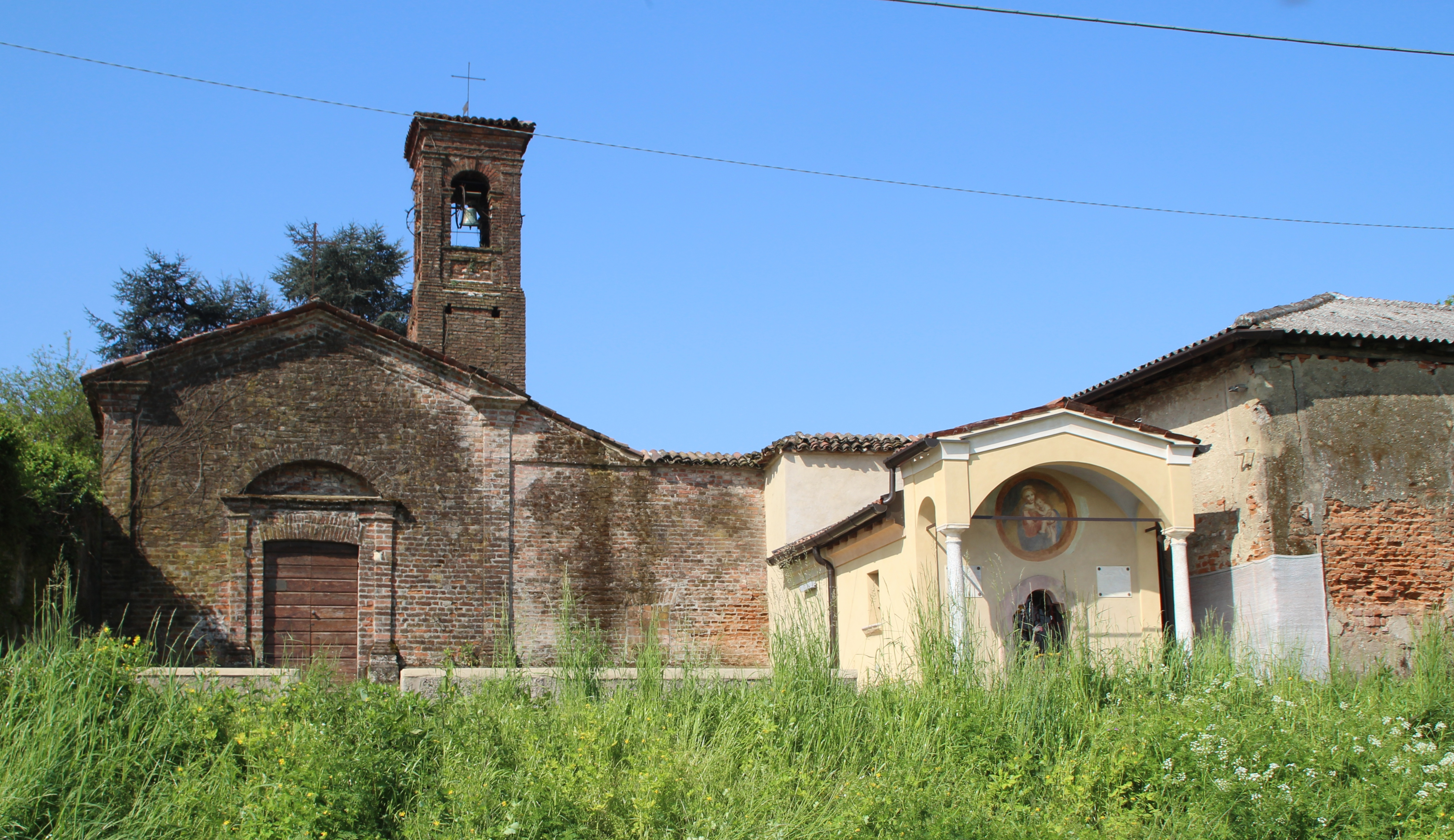
Ansicht vom Campo dei morti aus

Die Fassade, unter einem Vordach hinter zwei Säulen zurückgesetzt, zeigt ein Fresko der Muttergottes mit dem Jesuskind. Auf einer Tafel steht links auf Italienisch und rechts auf Lateinisch der gleiche Text: «Hier ruhen die Gebeine der Eidgenossen, die mit großer Tapferkeit kämpften und die Franz I., König von Frankreich, mit Hilfe der Venezianer besiegte. Im Jahr des Herrn 1515.»
Darunter gewährt ein Fenster Einblick in das Innere, in dem hinter Glas in einem Altar die Knochen der Gefallenen liegen. Rechts daneben steht eine Schweizer Fahne. Das Altarbild zeigt eine Pietà.

## Geschichte
Das Ossarium wurde zu Beginn des 18. Jahrhunderts errichtet. Wer es bauen ließ, ist nicht bekannt. 2010 erwarb es die «Fondazione Pro Marignano» dank der Unterstützung eines Schweizer Sponsors. 2012 riss ein schlenkernder Lastwagen die beiden Säulen ein, worauf der Vorbau einstürzte. 2014 wurde das Gebäude für 150’000 Franken restauriert.
Die Knochen sollen von Einheimischen aus den Feldern der Umgebung ausgegraben und im Beinhaus gesammelt worden sein. Da das Ossarium jedoch erst zwei Jahrhunderte nach der Schlacht gebaut wurde, herrscht über die Herkunft der Gebeine keine eindeutige Klarheit. Die an den meisten Schädeln erkennbaren tiefen Verletzungen, vermutlich hervorgerufen durch massive Gewalteinwirkungen durch Hieb- oder Stichwaffen, scheinen aber die Echtheit der Gebeine zu bestätigen.

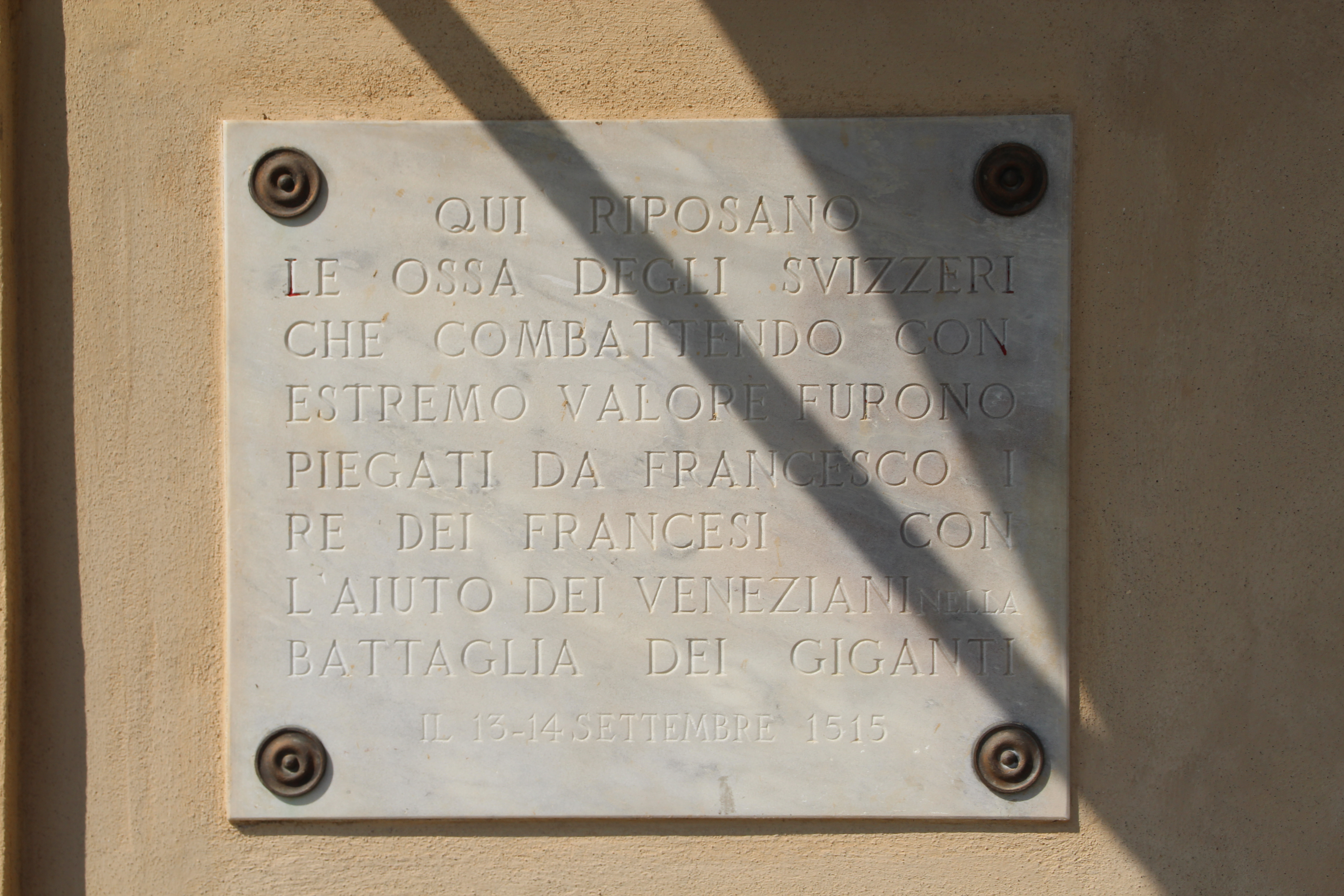
Inschrift
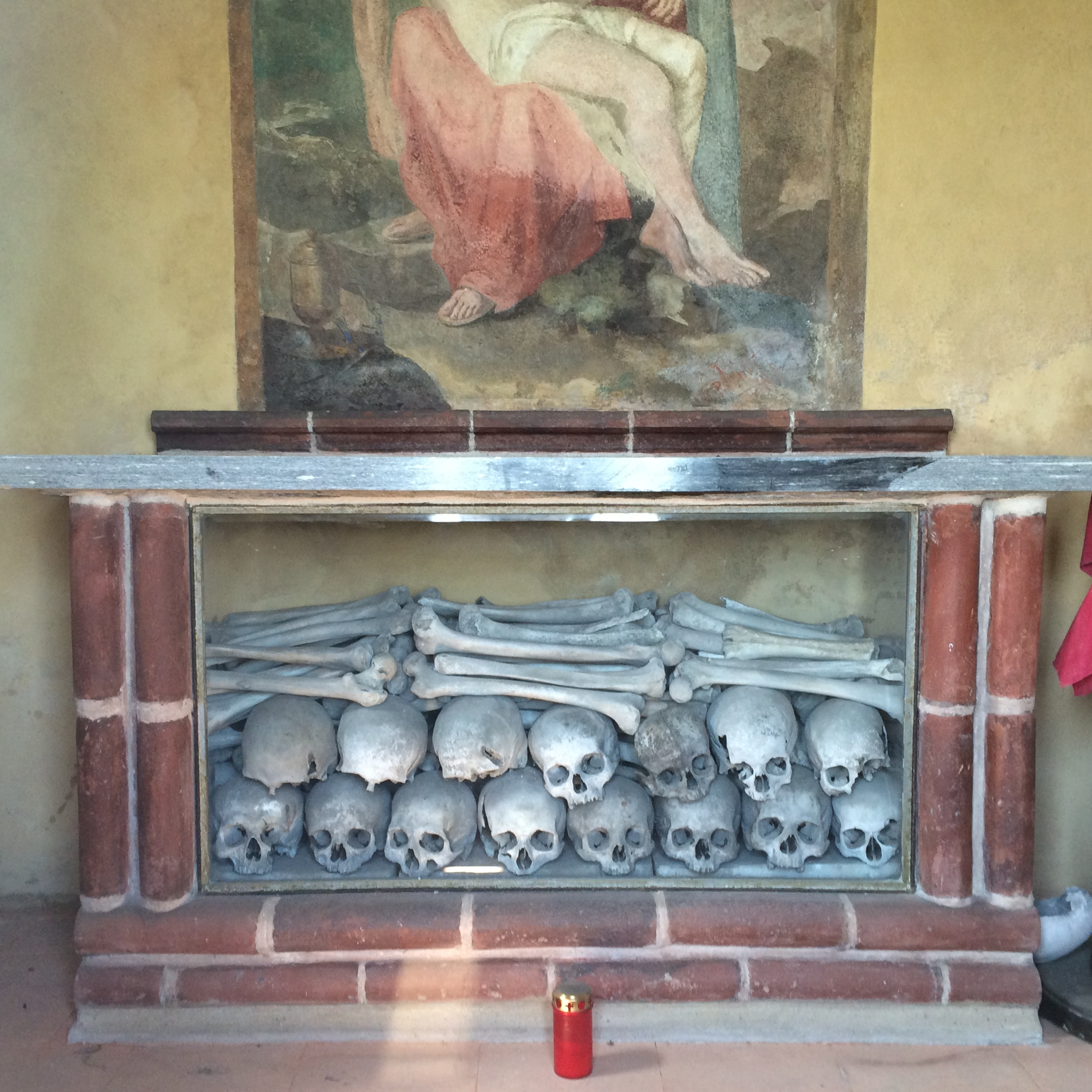
Altar mit Gebeinen der Gefallenen
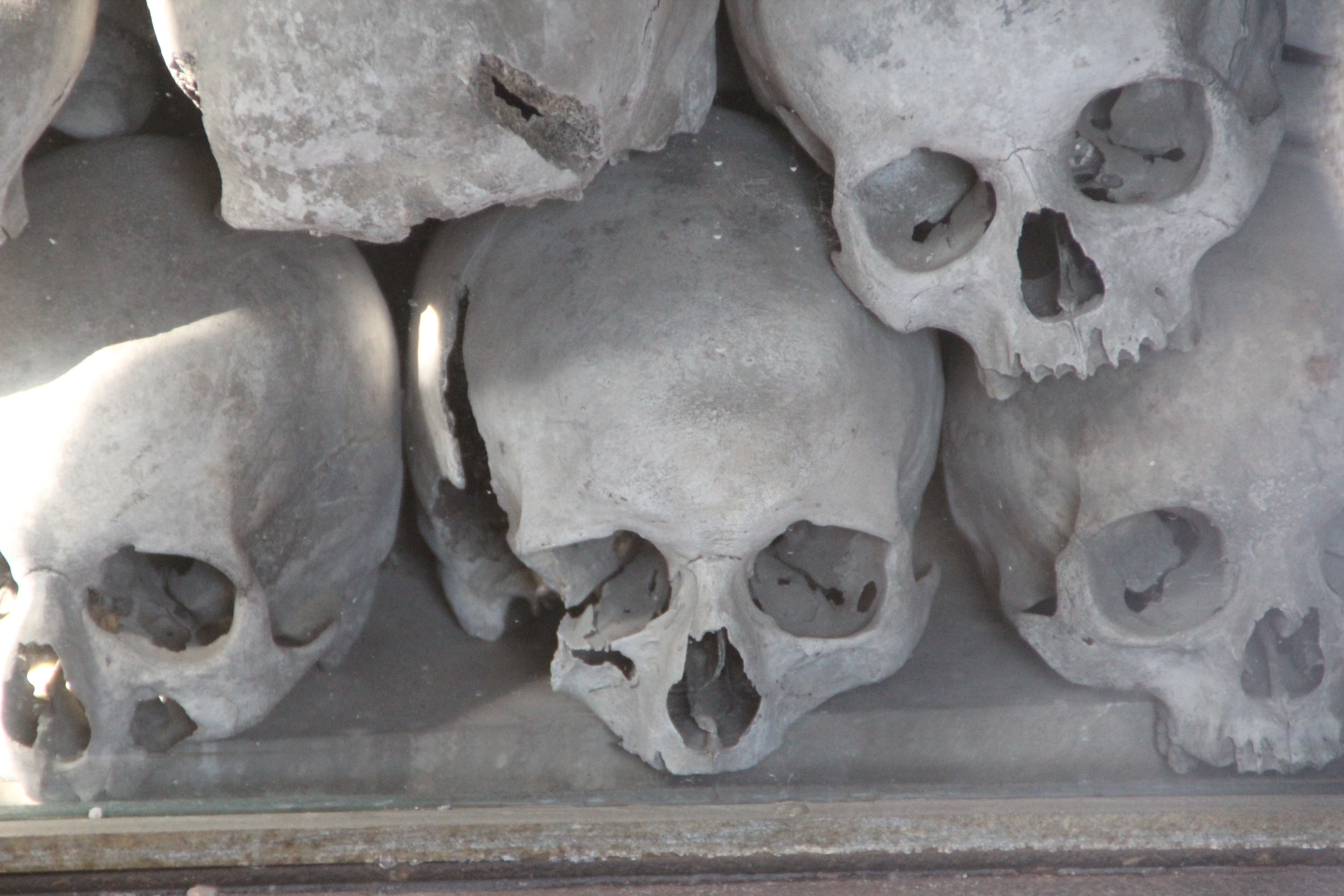
Schädel mit Spuren von Gewalteinwirkungen

## Gedenkfeiern

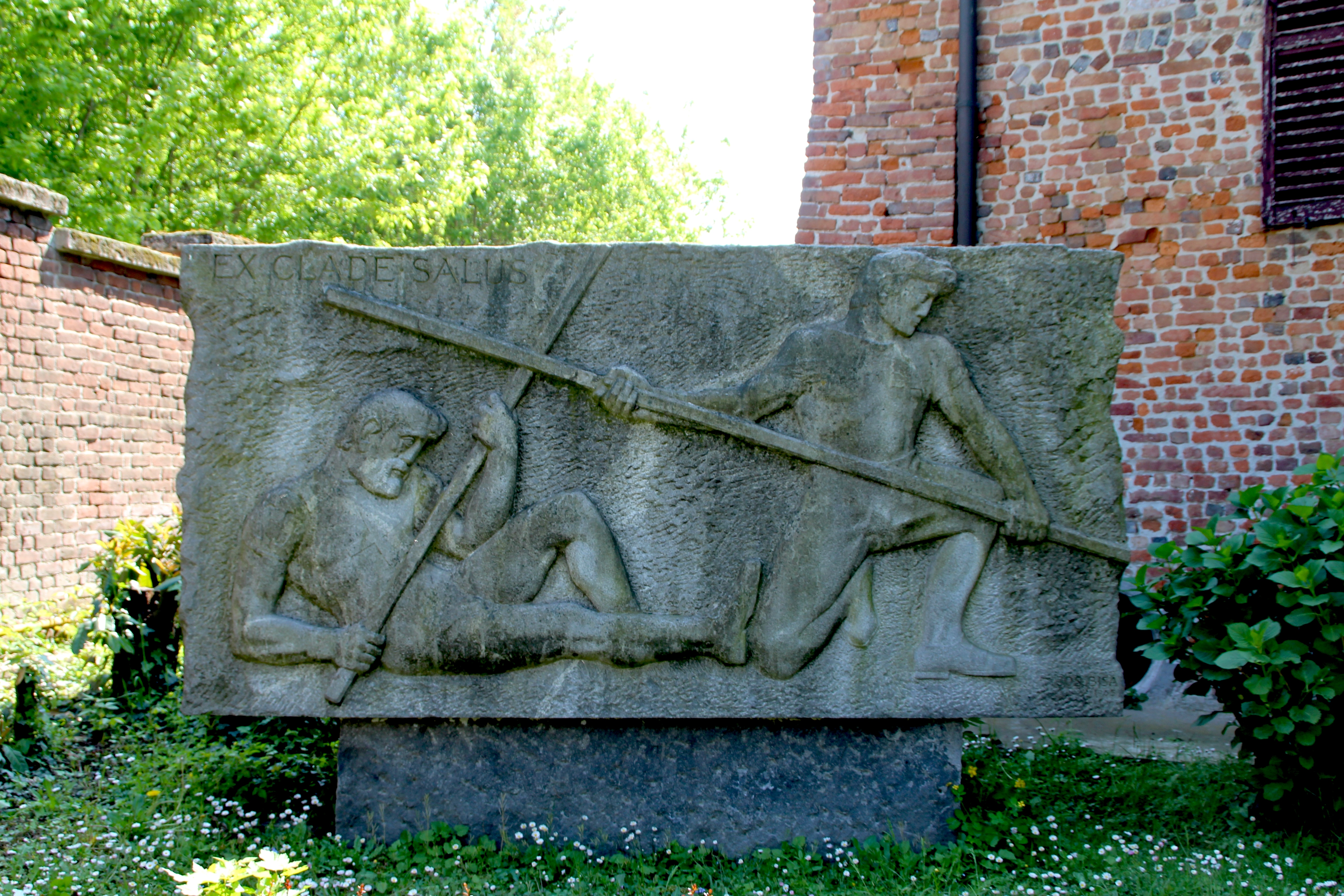
Denkmal von Josef Bisa in Zivido

1965, als sich Marignano zum 450. Mal jährte, reiste eine Gruppe von konservativen Politikern, Militärs und Unternehmern nach Marignano, darunter Alt-Bundesrat Philipp Etter mit seinem «Pro Marignano»-Komitee sowie der junge Christoph Blocher. Damals wurde die große Granittafel des Schweizer Bildhauers Josef Bisa enthüllt, die an die Niederlage erinnert. Sie steht neben der Kirche «Santa Maria della Natività» in Zivido, einem Vorort von San Giuliano Milanese, wo das Zentrum des Schlachtfeldes lag.
Da zum Ossarium praktisch kein eigenes Grundstück gehört, möchte die Stiftung etwas Land hinzukaufen. Dadurch soll das Gebäude besser zur Geltung kommen, könnte besser vor Feuchtigkeit geschützt werden und es bestünde die Möglichkeit, eine Informationsecke einzurichten.
Zum 500. Jahrestag der Schlacht reiste Bundespräsidentin Simonetta Sommaruga am 13. September nach Mezzano, wo gegenüber dem Ossarium auf dem «Campo dei Morti» eine Gedenkfeier abgehalten wurde.